# Janis Ian
Janis Ian (nascida Janis Eddy Fink, em  Farmingdale,  7 de abril de 1951) é uma cantora/compositora norte-americana, multi-instrumentista, colunista e autora de ficção científica. Ela teve uma carreira musical de sucesso em especial nos anos 1960 e 70 e continuou gravando até os anos mais recentes. Em 1975, Ian ganhou um Grammy Award pela sua canção, "At Seventeen".

## Discografia

### Álbuns
- Janis Ian (1967) #29 EUA (Verve)
- For All the Seasons of Your Mind (1967) #179 EUA (Verve)
- The Secret Life of J. Eddy Fink (1968) (Verve)
- Who Really Cares (1969) (Verve)
- Present Company (1971) (One Way)
- Stars (1974) #83 EUA, #63 (One Way)
- Between the Lines (1975) #1 EUA, #22 Japão (Festival)
- Aftertones (1976) #12 EUA, #1 Japão (Festival)
- Miracle Row (1978) #45 EUA, #26 Japão (Festival)
- Janis Ian (1978) (1978) (Columbia)
- Night Rains (1979) (Columbia)
- Restless Eyes (1981) #156 EUA (Columbia)
- Uncle Wonderful (1983) (Grapevine) (somente Austrália)
- Breaking Silence (1993) (Morgan Creek)
- Simon Renshaw Presents: Janis Ian Shares Your Pain (1994) (Morgan Creek)
- Revenge (1995) (Beacon)
- Hunger (1997) (Windham Hill)
- god & the fbi (2000) (Windham Hill)
- god & the fbi (3 Faixas bônus) (2000) (JVC Japan)
- Lost Cuts 1 (2001) (Rude Girl)
- Billie's Bones (2004) (Oh Boy)
- Breaking Silence (Faixa bônus) (2003) (Rude Girl)
- Hunger (Faixa bônus) (2003) (Victor)
- Stars (Faixa bônus) (2004) (Festival)
- Between the Lines (Faixa bônus) (2004) (Festival)
- Aftertones (Faixa bônus) (2004) (Festival)
- Miracle Row (Faixa bônus) (2004) (Festival)
- Janis Ian (1978) (Faixa bônus) (2004) (Festival)
- Night Rains (Faixa bônus) (2004) (Festival)
- Billie's Bones (Faixa bônus) (2004) (JVC Japan)
- Folk is the New Black (2006) (Rude Girl)
- Folk is the New Black (Com DVD) (2006) (Evasound)
- Revenge (Faixa bônus) (2006) (WEA)